# Deadwood (seriál)
Deadwood je americký westernový televizní seriál o třech sezónách a 36 dílech vysílaný poprvé mezi roky 2004 a 2006, který vytvořil, produkoval a z velké části napsal David Milch pro americkou kabelovou televizi HBO. Děj je založen na skutečných událostech, které se odehrály ve městě Deadwood v Jižní Dakotě za doby Divokého západu, když fungovalo jako město bezpráví, vražd a přestřelek. Mezi hlavní události patří vražda Wild Billa Hickoka. Ve filmu vystupují i další skutečné historické postavy, jako byla Calamity Jane, Wyatt Earp atd.